# دواوين الاثنين

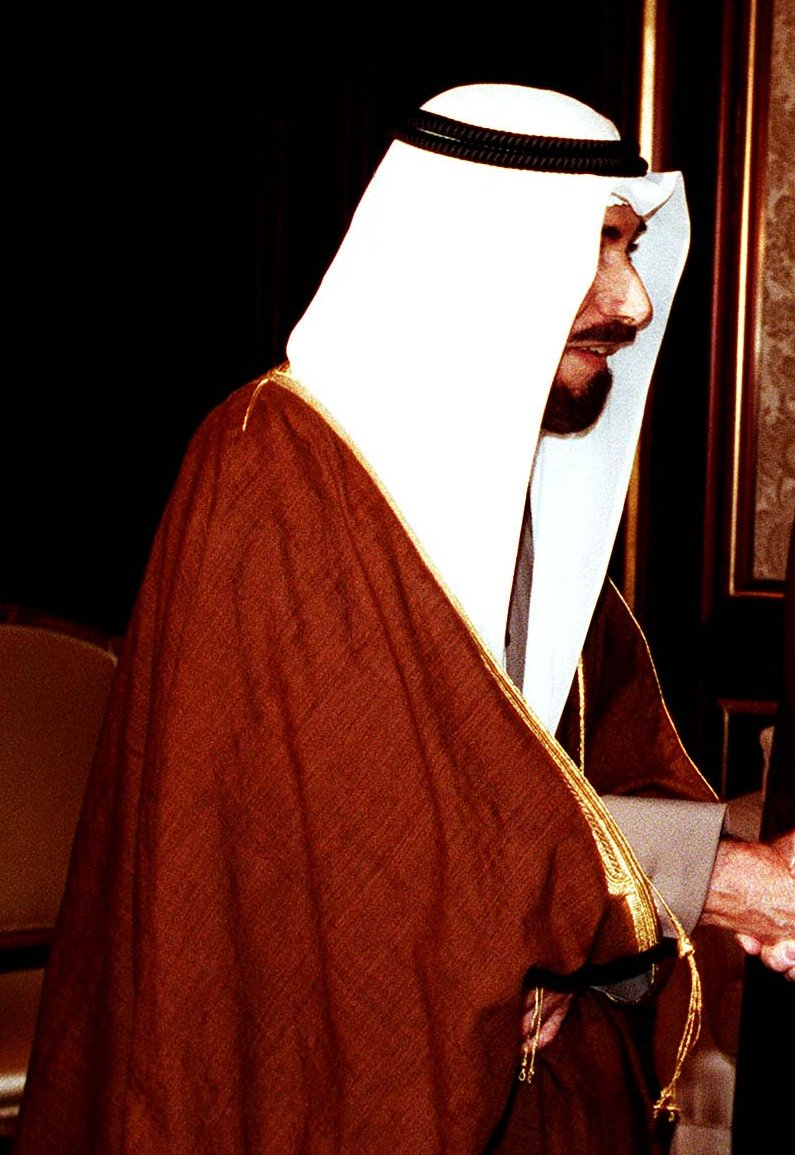
الشيخ جابر الأحمد الصباح

دواوين الاثنين، هي تجمعات حدثت في الكويت منذ نهاية عام 1989 وحتى بداية عام 1990 للمطالبة بعودة الحياة النيابية والعودة بالعمل بالدستور الكويتي.

## أسباب الأحداث
كان مجلس الأمة الكويتي 1985 أقوى من مجلس الأمة الكويتي 1981 الذي وصل بعد تغيير الدوائر الانتخابية من 10 دوائر إلى 25 دائرة، فكانت انتخابات مجلس الأمة الكويتي 1985 عودة لأبرز الرموز السياسية التي لم يحالفها الحظ في انتخابات مجلس الأمة الكويتي 1981 مثل أحمد الخطيب وجاسم القطامي وسامي المنيس وفيصل الصانع ويوسف المخلد إضافة إلى عدد من النواب الجدد مثل حمد الجوعان وأحمد الربعي ومبارك الدويلة وعبد الله النفيسي مما منح مجلس الأمة روحا جديدة، وكان مجلس الأمة يريد أن يمارس دوره الرقابي والتشريعي من جديد وكان المجلس عازم على التصدي لأزمة المناخ التي هزت الاقتصاد الكويتي مطلع الثمانينات.
قدم في 30 ابريل 1985 استجواباً إلى وزير العدل الشيخ سلمان الدعيج الصباح من قبل نواب يمثلون تيارات عدة مثل أحمد الربعي ومبارك الدويلة وحمد الجوعان بعد أن أثيرت شبهات حول صرف سندات من صندوق صغار المستثمرين لنجل الوزير القاصر دعيج إضافة إلى انحراف الوزير عن دوره الأصلي من خلال مشاركته في إعداد حلول لأزمة المناخ تهدف إلى استفادة شخصية، وقد أتى هذا الاستجواب بعد شهرين من انتخاب المجلس الجديد، وتم تقديم طلب طرح الثقة بالوزير وقع عليه أغلبية النواب مما أدى إلى تقديم الوزير لاستقالته من الحكومة قبل جلسة التصويت على طلب طرح الثقة.
وقد أصر المجلس على فتح ملف أزمة المناخ والتحقيق فيها، وقد ندب المجلس النائب حمد الجوعان لعضوية لجنة التحقيق في الأزمة، والذي طلب من وزير المالية آن ذاك جاسم الخرافي صورة من محاضر اجتماعات مجلس إدارة البنك المركزي وصورة من التقارير الخاصة بالنقد، إلا أن الوزير رفض الاستجابة لحجة أن هذه البيانات تتضمن إفشاء معلومات تتعلق بعملاء البنك المركزي والبنوك الخاضعة لرقابته، وقد أصر المجلس على موقفه هذا، فتقدمت الحكومة بطلب إلى المحكمة الدستورية لتفسير المادة 114 من الدستور الخاصة بصلاحية المجلس في التحقيق في الأمور الداخلة باختصاصه، وقد قدمت الحكومة وقدم المجلس مذكرات تدعم وجهتي نظرية ما إلى المحكمة الدستورية، أصدرت المحكمة الدستورية بتاريخ 14 يونيو 1986 قرارها المؤيد لرأي مجلس الأمة بأحقيته بالإطلاع على الوثائق والبيانات التي طلبها، وتم تحديد يوم السبت 5 يوليو 1986 لتوجه حمد الجوعان إلى البنك المركزي للإطلاع على الوثائق، وفي جلسة يوم الأربعاء 2 يوليو 1986 مدد مجلس الأمة ندب النائب حمد الجوعان حتى نهاية عام 1986 للتحقيق في كشوفات البنك المركزي.
وفي يوم 21 يونيو 1986 قدم محمد المرشد وفيصل الصانع وأحمد باقر استجوابا إلى وزير المواصلات عيسى المزيدي حول قضية المشتركين في الخدمة الهاتفية والمستحقات المترتبة عليهم، وأدرج الاستجواب على جدول أعمال جلسة 24 يونيو التي كان متوقعاً أن يطلب فيها الوزير تأجيل الاستجواب لمدة أسبوعين، وبعد التفجيرات التي حدثت في 22 يونيو في بعض المرافق النفطية في الكويت، استنكر المجلس تلك التفجيرات مطالباً باستقالة وزير النفط الشيخ علي الخليفة العذبي الصباح ووزير الداخلية الشيخ نواف الأحمد الصباح، وقد تقدم عدد من النواب بطلب إصدار بيان يدين الحكومة لتقصيرها الأمني مما أدى إلى تهديد الحكومة بالانسحاب من الجلسة إذا ما تم التصويت عليه، ولاحتواء الموقف شكل المجلس لجنة لإعادة صياغة البيان بشكل لا يحمل إدانةً للحكومة بل يناشدها بذل المزيد من الحيطة والحذر الأمني، وقد امتنع تسعة نواب من التصويت على البيان المعدل معلنين تمسكهم بالبيان الأصلي الذي يدين الحكومة وهم ناصر صرخوه وأحمد باقر وحمد الجوعان ومشاري العنجري وفيصل الصانع وأحمد الربعي وأحمد الخطيب وسامي المنيس وجاسم القطامي.
وفي نفس اليوم تقدم النواب ناصر البناي وخميس عقاب وسامي المنيس باستجواب إلى وزير المالية والاقتصاد جاسم الخرافي حول المخالفات الواردة في تقريرين لديوان المحاسبة عن صندوق صغار المستثمرين، ليضاف هذا الاستجواب إلى استجواب وزير المواصلات، وسرت الأخبار بأن هناك استجواب سيقدم من مشاري العنجري وعبد الله النفيسي وجاسم القطامي لوزير النفط والصناعة الشيخ علي الخليفة العذبي الصباح في اليوم التالي على خلفية الانفجارات للمواقع النفطية ومدى الحماية التي يعمل الوزير على توفيرها للمنشآت النفطية، وفي يوم 24 يونيو تقدم النواب مبارك الدويلة وراشد الحجيلان وأحمد الشريعان باستجواب لوزير التربية حسن الإبراهيم، وأرجأ المجلس استجوابات الوزراء لمدة أسبوعين.
وفي يوم 2 يوليو 1986 اجتمع نائب رئيس مجلس الوزراء ووزير الخارجية الشيخ صباح الأحمد الصباح مع الوزراء ونتج عن ذلك الاجتماع تقديم الوزراء استقالتهم إلى رئيس مجلس الوزراء الشيخ سعد العبد الله الصباح، ويترتب على الاستقالة سقوط جميع الاستجوابات التي قدمت.
حل مجلس الأمة الكويتي 1985 بأمر أميري من قبل الشيخ جابر الأحمد الصباح في 3 يوليو 1986 حل غير دستوري مع تعليق بعض مواد الدستور الخاصة بالحريات وصلاحيات مجلس الأمة، ولم يكن هذا الحل غير الدستوري الأول في تاريخ الكويت، فقد تم حله في صيف عام 1976 وانتهى بعودة المجلس في عام 1981 ولكن برغبة حكومية بتنقيح الدستور من خلال تغيير الدوائر الانتخابية من 10 دوائر إلى 25 دائرة انتخابية، وقد استطاعت الحكومة توصيل أغلبية ساحقة من النواب ممن يؤديون الحكومة وسقط المرشحون الذين سيعارضون تنقيح الدستور، ولكن الحكومة سحبت مشروعها بعد أن لقيت معارضة شعبية.
وكان الخطاب الأميري الذي أعلن فيه حل مجلس الأمة حلا غير دستوري بين فيه الشيخ جابر الأحمد الصباح بأن الحكومة لن تتخلى عن المسيرة النيابية ولكن خلافا لحل المجلس في عام 1976 لم تبين المدة المقررة لعودة الحياة النيابية.
فقد شاءت إرادة العلي القدير أن نحمل المسؤولية عن هذا الوطن العزيز، عاهدنا الله وعاهدنا المواطنين أن نعمل على حفظ الكويت من كل سوء.
لقد تعرضت البلاد لمحن متعددة وظروف قاسية لم يسبق أن مرت بمثلها مجتمعة من قبل، فتعرض أمنها إلى مؤامرات خارجية شرسة هددت الأرواح وكادت أن تدمر ثروات هذا الوطن ومصدر رزقه، وكادت نيران الحرب المستعرة بين جارتيها المسلمتين أن تصل إلى حدودها، وواجهت أزمة اقتصادية شديدة، وبدلاً من أن تتضافر الجهود وتتعاون كل الأطراف لاحتواء هذه الأزمة تفرقت الكلمة وانقسم الرأي وظهرت تكتلات وأحزاب أدت إلى تمزيق الوحدة الوطنية وتعطيل الأعمال حتى تعذر على مجلس الوزراء الاستمرار في مهمته.
ولما كانت الأزمة الاقتصادية التي تمر بها البلاد لن ينقذها منها إلا عمل حاسم وجاد، ولما كانت المؤامرات الإجرامية التي يتعرض لها الوطن لن يوقفها إلا اليقظة التامة والاستعداد الكامل والوحدة الوطنية الشاملة.
ولما كانت ظروف المنطقة تتميز بالحرج وتحيطها ملابسات دقيقة وخطرة، ولما كان استمرار الوضع على ما هو عليه سيعرض الكويت إلى ما خشيناه ونخشاه من نتائج غير محمودة. ولما كانت الحرية والشورى نبتا أصيلا نما وازدهر منذ نشأت الكويت، وكانت الكويت هي الأصل وهي الهدف وهي الباقية، أما ما عداها فهو زائل ومتغير وفقاً لحاجاتها ومصالحها، فإن استمرار الحياة النيابية بهذه الروح وفي هذه الظروف يعرض الوحدة الوطنية لانقسام محقق ويلحق بمصالح البلاد العليا خطرا داهما، لذلك رأينا حرصا على سلامة واستقرار الكويت أن نوقف أعمال مجلس الأمة «وأصدرنا بذلك الأمر الآتي نصه:
مادة أولى: يحل مجلس الأمة، ويوقف العمل بأحكام المواد 56 فقرة (3) و107 و174 و181 من الدستور الصادر في 11 من نوفمبر 1962 م.
مادة ثانية: يتولى الأمير ومجلس الوزراء الاختصاصات المخولة لمجلس الأمة بموجب الدستور.
مادة ثالثة: تصدر القوانين بمراسيم أميرية ويجوز عند الضرورة إصدارها بأوامر أميرية.
مادة رابعة: على رئيس مجلس الوزراء والوزراء - كل فيما يخصه - تنفيذ هذا الأمر ويعمل به من تاريخ صدوره وينشر في الجريدة الرسمية.
أمير الكويت
المواد التي تم تعطيلها من الدستور.
- المادة 56 فقرة 3: لا يزيد عدد الوزراء جميعا عن ثلث أعضاء مجلس الأمة.
- المادة 107: للأمير أن يحل مجلس الأمة بمرسوم تبين فيه أسباب الحل على أنه لا يجوز حل المجلس لذات الأسباب مرة أخرى. وإذا حل المجلس وجب إجراء انتخابات للمجلس الجديد في ميعاد لا يتجاوز الشهرين من تاريخ الحل. فإن لم تجر الانتخابات خلال تلك المدة يسترد المجلس المنحل كامل سلطته الدستورية ويجتمع فورا وكأن الحل لم يكن ويستمر في أعماله حتى ينتخب المجلس الجديد.
- المادة 174: للأمير ولثلث أعضاء مجلس الأمة حق اقتراح تنقيح هذا الدستور بتعديل أو حذف حكم أو أكثر من أحكامه أو إضافة أحكام جديدة إليه. فإذا وافق الأمير وأغلبية الأعضاء الذين يتألف منهم مجلس الأمة على مبدأ التنقيح وموضوعه، ناقش المجلس المشروع المقترح مادة مادة، وتشترط لإقراره موافقة ثلثي الأعضاء الذين يتألف منهم المجلس، ولا يكون التنقيح نافذا بعد ذلك إلا بعد تصديق الأمير عليه وإصداره، وذلك بالاستثناء من حكم المادتين 65 و66 من هذا الدستور. وإذا رفض اقتراح التنقيح من حيث المبدأ أو من حيث موضوع التنقيح فلا يجوز عرضه من جديد قبل مضي سنة على هذا الرفض. ولا يجوز اقتراح تعديل هذا الدستور قبل مضي خمس سنوات على العمل به.
- المادة 181: لا يجوز تعطيل أي حكم من أحكام هذا الدستور إلا أثناء قيام الأحكام العرفية في الحدود التي يبينها القانون. ولا يجوز بأي حال تعطيل انعقاد مجلس الأمة في تلك الأثناء أو المساس بحصانة أعضائه.

وشددت الإجراءات على حرية الصحافة إذ فرضت على الصحافة رقابة مسبقة، وقد منعت بعض المفردات من النشر في الصحف مثل ديمقراطية وبرلمان ونائب ومجلس الأمة، وتم منع تصريحات نواب المجلس المنحل وحتى صور زياراتهم الاجتماعية ومنعت الأخبار الإقليمية والدولية المتعلقة بالديمقراطية، وفي يوم الجمعة 4 يوليو 1986 تم إرسال رقيب مسبق من قبل وزارة الإعلام لكل صحيفة حتى تتم مراقبة الصحف بشكل كامل.
مادة (1)
تخضع جميع المطبوعات الدورية للرقابة المسبقة على النشر
مادة (2)
على جميع أجهزة الوزارة تنفيذ هذا القرار ويعمل به اعتباراً من اليوم
مادة (3)
ينشر هذا القرار في الجريدة الرسمية.
وزير الإعلام
ناصر المحمد الصباح
وبعد عشرة أيام من الحل قدم رئيس مجلس الوزراء الشيخ سعد العبد الله الصباح حكومته الجديدة الذي ترأس اجتماعهم الأول بعد أداء اليمين الدستورية، وكانت هذه الحكومة من أكثر الحكومات عددا، حيث ضمت 21 وزيرا منهم 14 وزير سابق وسبعة وزراء جدد، وتم استحداث خمسة وزارات جديدة، وأتاح تعطيل المادة 56 من الدستور التي تنص على أنه يجب أن لا تجاوز عدد الوزراء ثلث أعضاء مجلس الأمة أي 16 وزيرا هذا العدد الكبير من الوزراء، وشارك في هذه الحكومة أربعة أعضاء من المجلس المنحل وهم خالد الجميعان وعبد الرحمن الغنيم وناصر الروضان وجاسم الخرافي..
أعضاء الحكومة ما بعد حل المجلس
- الشيخ سعد العبد الله الصباح رئيس مجلس الوزراء.
- الشيخ صباح الأحمد الصباح نائب رئيس مجلس الوزراء ووزير الخارجية.
- أنور النوري وزير التربية.
- الشيخ جابر المبارك الصباح وزير الشؤون الاجتماعية والعمل.
- جاسم الخرافي وزير المالية.
- خالد الجسار وزير الأوقاف والشؤون الإسلامية.
- خالد الجميعان وزير المواصلات.
- راشد الراشد وزير الدولة لشؤون مجلس الوزراء.
- الشيخ سالم صباح السالم الصباح وزير الدفاع.
- سعود العصيمي وزير الدولة للشؤون الخارجية.
- ضاري العثمان وزير العدل والشؤون القانونية.
- عبد الرحمن الحوطي وزير الأشغال العامة.
- عبد الرحمن الغنيم وزير الدولة لشؤون البلدية.
- عبد الرحمن العوضي وزير الصحة العامة.
- الشيخ علي الخليفة العذبي الصباح وزير النفط.
- عيسى المزيدي وزير الدولة لشؤون الخدمات.
- فيصل الخالد وزير التجارة والصناعة.
- محمد سليمان سيد علي وزير التخطيط.
- محمد الرفاعي وزير الكهرباء والماء.
- ناصر الروضان وزير وزير الدولة لشؤون الإسكان.
- الشيخ ناصر المحمد الصباح وزير الإعلام.
- الشيخ نواف الأحمد الصباح وزير الداخلية.

## ردود الفعل بعد حل المجلس
وفي يوم 15 يوليو 1986 أصدر 32 نائبا في المجلس المنحل بيانا إلى الشعب الكويتي بينوا أنهم سيواصلون لقاءاتهم المعتادة في دواوينهم واستمرارهم المطالبة بعود العمل بالدستور، وبعد أن مر شهرين على حل المجلس ودون الدعوة إلى انتخابات جديدة للمجلس الجديد حسب نصوص الدستور أرسل 26 من النواب برقية إلى الأمير يستنكرون الحل غير الدستوري وطالبوا بإعادة مجلس الأمة وإجراء انتخابات جديدة حسب المادة 107 من الدستور التي توجب إجراء انتخابات جديدة بعد مرور 60 يوم على حل المجلس، وكان النواب يعقدون اجتماعاتهم الأسبوعية ظهر كل يوم اثنين في ديوانية أحدهم ليتباحثوا في عملهم، وفي يوم 21 ديسمبر 1986 كلف النواب النائب أحمد الخطيب بإرسال مذكرة إلى الديوان الأميري ولكنه فوجئ بعد 24 ساعة بإعادتها وذلك لأنها لم تسلك الطريق السليم لإرسالها.
وساد جو من الهدوء الفترة ما بين عام 1986 وحتى عام 1989 تخللته بعض المواقف من جمعيات النفع العام بعض المؤسسات، ففي 22 فبراير 1988 وجه النواب عريضة بمناسبة العيد الوطني يجددون فيها مطالبهم بإلغاء إجراءات 1986، واتفق النواب على تكليف النائب حمود الرومي لتسليم العريضة إلى الديوان الأميري، وسلمها إلى عبد الرزاق المشاري في الديوان الأميري بيده، الذي فتحها وقرأها ووعد بأن يوصلها إلى الأمير بعد 24 ساعة لأن الأمير مشغول بزيارة الملك حسين بن طلال، وفي اليوم التالي تم الاتصال بالنائب حمود الرومي وطلب إليه الحضور إلى الديوان الأميري ورد عبد الرزاق المشاري العريضة إليه وقال له: لقد عوتبت لقبولي الرسالة منك وهي حول هذا الموضوع وكنت قد توقعت أنها شكوى على إحدى الوزارات.
وفي ظل الرفض المتكرر لاستقبال العرائض برزت في مارس 1988 فكرة العريضة الشعبية التي كانت بداية الحراك الشعبي الحقيقي للمطالبة بإعادة الحياة الدستورية، وصاغ النواب العريضة الشعبية على الشكل التالي:
السلام عليكم ورحمة الله وبركاته،،
وتمت دعوة المواطنين إلى التوقيع على العريضة، وتحول جمع التوقيعات إلى وسيلة جيدة لإطلاق حراك شعبي وحشد التأييد لعودة العمل بالدستور واستمر جمع التواقيع لمدة خمسة عشر شهر من مارس 1988 حتى يونيو 1989 وقع خلالها ما يزيد عن عشرين ألف شخص.
وخلال تلك الفترة تحولت اجتماعات النواب من ظهر الاثنين كل أسبوع إلى ظهر يوم الثلاثاء كل أسبوعين، وقد بحث النواب النواب كيفية الرد على التساؤلات المتزايدة من قبل المواطنين عما يقومون به، فقرروا القيام بزيارة جمعيات النفع العام لشرح تحركاتهم والإجابة عن الأسئلة التي قد تطرح، وفي بداية عام 1989 قاموا بزيارة بعد الدواوين في المناطق الخارجية مثل ديوانية مبارك الدويلة وأحمد الشريعان ثم ديوانية راشد الحجيلان ودعيج الجري.
وظهر تحرك آخر قاده مجموعة من التجار المهتمين بالسياسة، ففي يوم 4 يوليو 1989 ألتقى عبد العزيز حمد الصقر وحمود يوسف النصف وعبد الرحمن البدر بالشيخ جابر الأحمد الصباح في منزله في قصر دسمان، وجلس الأمير وحده معهم للاستماع لما لديهم فأبلغوه بأنه كان من المفترض بأن يكون معهم عبد اللطيف محمد الغانم رئيس المجلس التأسيسي ليسلمه الرسالة التي جاؤوا لتسليمها، ولكن ظروف تأجيل اللقاء لمدة سنوات أدت إلى أن ينعقد هذا اللقاء بعد وفاته في أغسطس 1988، وقاموا بتسليم الأمير وثيقة تضمنت المطالبة العودة بالعمل بالدستور.
تم تشكيل لجنة عرفت باسم لجنة ال45 التي سميت بذلك نسبة إلى عدد أعضائها، وكانت اللجنة تمثل كافة قوى الكويت السياسة من قبائل وطوائف ومستقلين ومهمتهم إيصال العرائض الشعبية إلى الأمير، وبعد الانتهاء من جمع التواقيع للعريضة الشعبية، اجتمعت لجنة ال45 للمرة الأولى في يوليو 1989 وقررت إيصال العريضة إلى الأمير، وتم تشكيل لجنة فرعية اللقاء مؤلفة من حمد عبد العزيز الصقر ومشاري العصيمي وصلاح المرزوق وناصر القنور، وقام مشاري العصيمي بالاتصال بوكيل الديوان الأميري الذي حدد موعد للجنة لمقابلته لتحديد موعد للقاء الأمير، ثم عاد وكيل الديوان الأميري وقال: هذا الموضوع ليس ضمن اختصاصاتي وأعتذر عن الموعد اللي بيني وبينكم. وبعدها بأيام قررت اللجنة أن يقوم ناصر القنور بالاتصال لتحديد موعد وإيصال العريضة، فأخبره وكيل الديوان الأميري أن هذه القضية تتعلق بالسياسة العامة لذلك فهي مرتبطة بالشيخ خالد الأحمد الجابر الصباح وزير شؤون الديوان الأميري، وفي اليوم التالي اتصل ناصر القنور بالشيخ خالد الأحمد الصباح، ولكنه رفض استلام العريضة، وفي اليوم التالي اتصل صلاح المرزوق بالشيخ خالد الأحمد الصباح وكرر له الطلب مرة أخرى، وقال له الشيخ خالد الأحمد الصباح: إذا كان غرضكم تقديم عريضة ما في موعد... وبعدين إذا كنت تريد هذا الموضوع اتصل بالأخ سعد. فرد عليه صلاح المرزوق: منو الأخ سعد؟ هل تقصد الشيخ سعد؟. فرد عليه: إي نعم أقصد الشيخ سعد. وانتهت المكالمة عند ذلك، وبعد ثلاثة أيام اتصل خالد الأحمد الصباح بصلاح المرزوق وقال أن الديوان ليس لديه مانع من استقبال اللجنة شريطة أن يمثل لجنة ال45 ثلاثة أشخاص فقط، ولكن صلاح المرزوق رفض ذلك لأن اللجنة الفرعية غير مخولة بمثل هذا القرار وأصر على أن تقابل لجنة ال45 الأمير، وفوافق خالد الأحمد الصباح على هذا الأمر شريطة عدم تقديم عريضة شعبية، وتم رفض هذا الأمر من اللجنة فلم يتم اللقاء، وتحولت بعد ذلك لجنة ال45 إلى كيان داعم لتكتل النواب وأصبحت تصدر البيانات المطالبة بالعودة إلى الحياة الدستورية، وتم تشكيل لجنة لتنسيق عمل لجنة ال45 مكونة من خالد الوسمي وناصر القنور ومسلم البراك وإبراهيم الصالح وعبد المحسن الخرافي وعبد الله البكر وجمال الشهاب.
أعضاء لجنة ال45
| - د. عبد المحسن مدعج المدعج (منسق مجموعة ال45) - عبد الله عبد السلام البكر - د. ناصر محمد القنور - بدر ناصر العبيد - حمد عبد العزيز الصقر - مشعل سالم المقبول - ناصر ثلاب الهاجري - د. يوسف حمد الإبراهيم - جمال أحمد الشهاب - محمد عبد الله العازمي - فهاد محمد العريمان - إبراهيم أحمد الصالح - مشاري محمد العصيمي - سعد مطلق الراجحي - محمد علي القلاف - عبد العزيز سلطان العيسى - مسلم محمد البراك - أحمد يوسف النفيسي - عبد العزيز فايز الدوسري - عبد المحسن عبد الله - محمد خالد الرومي - محمد عبد المحسن المخيزيم - خليفة عبد الله المحيطيب | - خليفة عبد الله الوقيان - سليمان حمد الموسى - يوسف عبد العزيز البدر - علي محمد ثنيان الغانم - د. خالد ناصر الوسمي - حسن يوسف العيسى - بدر سعود السميط - مطلق ماهر البغيلي - وليد عبد اللطيف النصف - يحيى محمد الربيعان - عبد الله عبد الرحمن الطويل - عبد المحسن محمد الجار الله - د. محمد صالح المهيني - ثابت عبد الرحمن البالول - خالد ناصر الصانع - مصطفى عبد الله الصراف - راشد صالح التوحيد - ناصر مضحي العنزي - صلاح فهد المرزوق - عبد الرزاق عبد الله معرفي - د. عبيد سرور العتيبي - د. سعد بن طفلة العجمي |

## بداية دواوين الاثنين
في ظل رفض الحكومة استقبال العرائض الشعبية وفي ظل التعتيم على الرأي العام من خلال الرقابة المسبقة على الصحف، بحث النواب عدة أفكار منها عمل عريضة شعبية جديدة ولكن بأسلوب حاد لإرسالها إلى الحكومة، وقد اقترح أحدهم بأن يقوموا بحشد الناس والسير في مسيرات، ولكن هذه الفكرة رآها البعض تصعيدا غير مبرر، ولذا اقترح أحد النواب بأن تعقد اجتماعات عامة مع الناس في إحدى دواوين النواب في مساء كل يوم اثنين لكي يناقشوا عدة أسئلة كان يطرحها الناس مثل: ماذا فعلتم في الفترة السابقة؟ وماذا نستطيع كمواطنين أن نقدم؟ ولذا تم الاتفاق على عقد مثل هذه الاجتماعات في إحدى الدواوين التي تحدد مسبقا وذلك لعدم تطبيق قانون التجمعات على الدواوين.
وقام تكتل النواب ومجموعة ال45 بالدعوة لحضور أول لقاء الذي تقرر بأن يكون في يوم 4 ديسمبر 1989 في ديوانية جاسم القطامي في منطقة الشامية بعد صلاة العشاء.

### الاجتماع الأول: ديوانية جاسم القطامي
أقيم التجمع في ديوانية جاسم القطامي في يوم 4 ديسمبر 1989، وقد قدر عدد الحضور بحوالي 700 شخص، وقد تم الاتفاق في البداية على أن يكون التجمع القادم في ديوانية مشاري العنجري، وقد قام جاسم القطامي بالتحدث في البداية، كما تحدث خالد الوسمي ومحمد الرشيد وأحمد الربعي وحمد الجوعان، وكان هدف النواب من هذا التجمع هو تعريف المواطنين على تحركاتهم وأهدافهم للعودة إلى الممارسة الديمقراطية وفقا للدستور، وقد أرتكز الحديث حول تمسك النواب بالدستور وعدم المساس به.

### الاجتماع الثاني: ديوانية مشاري العنجري
كان التجمع مقررا في يوم 11 ديسمبر 1989 في ديوانية مشاري العنجري في النزهة، وفي صباح ذلك اليوم اتصل مختار المنطقة إبراهيم القطان بمشاري العنجري ليطلب منه إلغاء التجمع، ولكنه رفض، وعندما حضر المواطنون والنواب في المساء وجدوا لافتة قد وضعت على الديوانية تقول: الديوانية مغلقة بناء على أمر وزارة الداخلية هذا اليوم. وقد طوقت الشرطة الديوانية، وقد قام المواطنون والنواب الذي كانوا خارج الديوانية بأداء صلاة العشاء في الخارج، وبعد الصلاة قام أحمد السعدون بالتحدث إلى الجماهير من خلال مكبر صوت وقد استنكر إغلاق الشرطة للديوانية، وقد تم الاتفاق على أن يكون التجمع القادم في مسجد فاطمة في ضاحية عبد الله السالم لأداء صلاة العشاء.

### الاجتماع الثالث: مسجد فاطمة
في يوم 18 ديسمبر 1989 اكتظت شوارع ضاحية عبد الله السالم بالسيارات الآتية من جميع مناطق الكويت لأداء صلاة العشاء في ذلك اليوم الذي تقرر بأن يكون لقاء شعبيا من دون إلقاء خطب بهدف الاحتجاج صمتا على أحداث الاثنين السابق، وقد بلغ عدد الحضور حوالي 3500 شخص وسط حضور نسائي ملحوظ عند مصلى النساء، وقاموا جميعا بأداء الصلاة وسط هدوء المنطقة المحيطة بالمسجد التي اكتظت بالناس الذين لم يسعهم مسجد فاطمة ذو البناء الدائري، وبعد الصلاة خرجت الجموع من المسجد والتف الناس في حلقات حول بعض النواب مدة قاربت الساعة، سرت خلالها أنباء بأن اللقاء القادم سيكون في ديوانية محمد المرشد في منطقة الخالدية بعد صلاة العشاء، وبعد ذلك تفرق الناس بهدوء.

### الاجتماع الرابع: ديوانية محمد المرشد
في يوم 25 ديسمبر 1989 كان التجمع مقررا في ديوانية محمد المرشد في منطقة الخالدية، وقد تحدث في البداية محمد المرشد ثم تحدث بعده صالح الفضالة وأحمد السعدون وأحمد باقر وأحمد الخطيب وبعد ذلك تحدث مبارك الدويلة، وقد تقرر بأن يكون التجمع التالي في يوم 8 يناير 1990 في ديوانية أحمد الشريعان في منطقة الجهراء.

### الاجتماع الخامس: ديوانية أحمد الشريعان
في يوم 8 يناير 1990 كان مقررا الاجتماع في ديوانية أحمد الشريعان في منطقة الجهراء، ولكن قامت الحكومة بإرسال سيارات الشرطة والقوات الخاصة والحرس الوطني لمنع التجمع، وقد تم تطويق المنطقة بالكامل لمنع الناس من الحضور، وقد تم احتجاز أحمد الشريعان ومن معه في الديوانية ومنع خروجهم، وقد كان حضور المواطنين يقدر بسبعة آلاف شخص تجمهروا حول الديوانية، وبعد أن أدى المواطنون صلاة العشاء، قامت القوات الخاصة بضرب المتواجدين بالهراوات والعصي وتم إلقاء القنابل الصوتية، وقد ضرب في ذلك اليوم محمد الرشيد وهو بالسبعين من عمره، وبعد أن هدئت الأوضاع بقليل توجه أحمد السعدون إلى الشرطة وطلب منهم محادثة الجمهور لكي يهدئ الأوضاع، وقد أعلن بأن تجمع الأسبوع القادم سيكون في ديوانية فيصل الصانع في منطقة كيفان، وقد بعث المواطنين بعد ذلك ببرقيات احتجاج إلى الأمير واستنكروا الأعمال التي حدثت.

### التجمع السادس: ديوانية فيصل الصانع
في صباح يوم الاثنين 15 يناير 1990 استدعي فيصل الصانع من قبل مدير أمن محافظة العاصمة الذي قام بطلب إلغاء الندوة التي ستعقد في تلك الليلة، وقد رفض فيصل الصانع ذلك، وفي ظهيرة ذلك اليوم قامت الشرطة بفرض سياج حديدي حول الديوانية لتمنع الناس من الدخول إليها، وقد تم تطويق منطقة كيفان، وكان عدد الحضور في المساء يقارب ال9000 شخص منهم 150 امرأة، وقام أحمد السعدون بالتحدث إلى الجماهير وتحدث بعده عبد الله النفيسي وتم الاتفاق على أن يكون التجمع التالي في ديوانية عباس حبيب المسيلم في الفروانية.

## فتح باب الحوار
في يوم 20 يناير 1990 أعلن تلفزيون دولة الكويت بأنه سيقوم بإعلان الخطاب الأميري في المساء، وقد ترقب الناس ما الذي سيقوله الأمير، وقد بدأ الخطاب الأميري باستعراض الدور الذي لعبته الكويت على صعيد السياسة الخارجية في إرساء الحوار والتفاهم بين الدول، وقد استمر الخطاب لمدة ربع ساعة، وأطلق فيها الشيخ جابر الأحمد الصباح مرحلة الحوار وقد انتقد التحرك الشعبي للعودة إلى العمل بالدستور، وقال: الأسلوب الذي يجري الآن لطرح الآراء لن يوصلنا إلى الهدف الذي ننشده جميعاً.
وبعد أن استمعت مجموعة النواب إلى الخطاب الأميري، اجتمع النواب ورؤوا ضرورة الاستجابة إلى الدعوة الأميرية، فكلفوا أحمد السعدون بالاتصال بالديوان الأميري لأخذ موعد للقاء النواب بالأمير، وقد اتصل في صباح اليوم التالي أحمد السعدون بالديوان الأميري ليبلغهم برغبة النواب بلقاء الأمير وأنهم بانتظار تحديد موعد للقاءهم معه، فقام وكيل الديوان الأميري بإبلاغهم بأنه سيتم تحديد موعد لهم مع الأمير وسيتم الاتصال بهم لاحقا، وأخبر أحمد السعدون النواب بما حصل، وتم الاتفاق على إصدار بيان صحفي ليعلنوا فيها استجابتهم لدعوة الأمير بالإضافة إلى قرارهم تعليق تجمعات دواوين الاثنين لإتاحة الفرصة للحوار في ظل أجواء هادئة ولكنهم أوضحوا في نهاية البيان بأن التجمع في ديوانية عباس حبيب المسيلم لن يتم تأجيله نظرا إلى أنه كان مقررا سلفا وقد تم إبلاغ الناس بشأنه، وقرر الناس استغلال اللقاء لإعلان موقفهم الإيجابي من دعوة الأمير، وقد أرسل النواب بيانهم إلى الصحف، وفي صباح يوم الاثنين فوجئ النواب بعدم نشر بيانهم في الصحف المحلية بعد أن منعت السلطة نشره بواسطة رقابتها المسبقة على الصحف.
خطاب الأمير
الحمد لله رب العالمين والصلاة والسلام على خاتم المرسلين وعلى آله وصحبه أجمعين.
إخواني،
السلام عليكم ورحمة الله وبركاته،
من حق الكويت علينا أن نعالج قضاياها من مدخلين يتبادلان التأثير ولا يغني أحدهما عن الآخر أولهما عالمي والثاني داخلي. ذلك لأن العالم من حولنا سريع التغير فيه الآن تكتلات جديدة تتكون وأخرى تتفكك، وتحولات في العلاقات ما بين الشمال ومع دول الجنوب وما بينها.
ولا تستطيع سفينة في بحر السياسة العالمية أن تعزل نفسها عن عصف الريح وهدير الموج، ولا يستطيع بعض أهلها أن يستقلوا بإرادتهم عن قيادتها ومصيرها، أو يفقدوا التعاون بينهم وهي تشق طريقها لتبلغ مأمنها.
وإن من أبرز هذه المتغيرات المعاصرة أن يقوى الحوار بين الدولتين الكبريين، وأن يتم بينهما الاتفاق على قضايا خطيرة كمستويات نزع السلاح النووي، مع أن أسلحة أدنى من هذا بكثير وصلت إلى دول صغيرة وضعيفة فكانت أموالها للسلاح ثمناً وأبناؤها له ضحايا.
لقد حدث الاتفاق بين القوتين الكبريين رغم ما بينهما من تناقضات مذهبية واختلاف في المبادئ والممارسات، ولكن أمكن حقن الدماء وتوجيه الإنفاق إلى ما هو أجدى.
هذا الأسلوب من الحوار الحضاري تتبعه دول تغلب فيها الحكمة، واستطاعت به أن تطور حياتها الداخلية وعلاقاتها الخارجية، وهذا هو الأسلوب الذي ارتضيناه للكويت سبيلاً.
ومن هنا جاءت عنايتنا بتأكيد الوجود الكويتي على الصعيد العالمي، وذلك في علاقتنا بهيئة الأمم المتحدة ومنظماتها المتخصصة، وفي إقامة جسور الصداقة مع الدول الكبرى والصديقة، كما جاء دورنا في منظمة المؤتمر الإسلامي التي تتشرف الكويت في هذه الأعوام بأن تحمل مسؤولية رئاسة دورتها الخامسة، وجاءت عنايتنا بالصلات العربية والخليجية على مستوى المنظمات والعلاقات الثنائية.
في هذه المستويات جميعاً حاولنا أن نكون كلمة الحق ويد الإخاء والمصافحة والعون، وساهمنا في معالجة ما استطعنا من قضاياها، ومن أقربها إلينا العلاقات العراقية- الإيرانية، التي نود أن يتم لها تنفيذ جميع بنود قرار مجلس الأمن 598. وإن في مبادرة الأخ الرئيس صدام حسين ما يعين على سرعة تحقيق ذلك، ونرجو أن تلقى هذه المبادرة استجابة من الحكومة الإيرانية. كذلك جاءت مساهمتنا في دعم الانتفاضة الفلسطينية الباسلة، وفي الجهود المبذولة لإعادة الإخاء إلى الحياة اللبنانية في إطار وحدتها الوطنية، وإننا لنشيد بما تقوم به اللجنة الثلاثية من جهود إيجابية في هذا السبيل، بالإضافة إلى مساهمتنا في حل مشكلات الأقلية التركية المسلمة في بلغاريا.
إخواني،
ولم تكن هذه المسؤوليات لتصرفنا عن أوضاعنا الداخلية، بل إن ثمارها تصب عملياً في مجرى واحد، هو تأكيد الشخصية الكويتية دون فصل بين الداخل والخارج.
داخليا... كانت هناك متغيرات كثيرة، وقابل وطننا محاولات اختراق ومؤامرات وتهديدات وإثارة العصبيات والطائفيات، وامتد العدوان إلى المنشآت والطائرات وأرض الوطن وأبنائه هنا وفي الخارج. لكن هذه الأمور لم تشغلنا عن التخطيط الطويل لبناء الإنسان الكويتي وتوفير مقومات نموه تحقيقاً للنقلة النوعية الشاملة في التسعينات، وهي نقلة تمس كل مرافق حياتنا ولها ثوابتها التي يحسن بنا أن نتذاكرها حتى نستبين سبيلنا.
وأولها أننا مجتمع قام على الإيمان بالله الذي علمنا في كتابه فقال «إنما المؤمنون إخوة» ويجمعنا الرباط التاريخي والعقلي والقلبي فوق هذه الأرض الطيبة التي أكرمنا الله بها وجعلها لنا وطناً، فنحن مسؤولون عن حمايته وتنميته.
والثاني أننا مجتمع قام من أول أمره وفي مساره على الحوار والتشاور بين أبناء الجيل الواحد، وبين الأجيال المتتابعة وبين القيادات والقواعد في احترام وتعاطف متبادلين، فالشورى والحوار في حياتنا عقيدة وسلوك. والثالث أن تماسكنا كان العامل الأول في قدرتنا على اجتياز العقبات التي واجهتنا وتواجهنا والالتفاف حول الصخور التي تعترض مسارنا.
والرابع، التكيف والقدرة على التصرف الحكيم وهو الثمرة الطيبة للحوار، ولن نستطيع أن نتابع المسيرة دون حوار ودون مرونة وشجاعة في مراجعة الذات.
هذه بعض الثوابت التي ترقى فوق الشك والجدل، إنها قراءة تاريخنا ونبض حاضرنا ونور مستقبلنا. لقد سبق أن قلت، وأحب أن أؤكد، أنني مع قاعدة الشورى والحياة النيابية والمشاركة الشعبية. ولكن لا بد لنا جميعاً أن نعترف أن تجربتنا النيابية تعرضت لعثرات وعلينا أن ندرك أسبابها، ويعلم الله أننا جميعاً حكومة وشعباً مشغولون بأمرها، وأن موقفنا الثابت والمبدئي في شأنها يقوم على ركنين أساسيين:
الأول: أننا نؤمن إيماناً راسخاً بقيمة الحرية، وهو إيمان يعكسه السلوك الكويتي وتؤكده الممارسة اليومية في علاقات الناس بعضهم ببعض، وعلاقاتهم مع من يحملون مسؤولية الحكم بينهم.
والثاني: أننا نؤمن إيماناً لا شك فيه بأن المشاركة الشعبية خير يجب أن نتمسك به ونحرص عليه وندافع عنه، باعتباره مبدأ أقره الدين الحنيف وجبل عليه مجتمعنا الكويتي ومارسه منذ نشأته.
وإذا كانت العثرات التي تكررت في ممارسة بعض جوانب الحياة النيابية قد اقتضت أن نتوقف فترة للتأمل وإعادة النظر، فإن الشورى لم تتوقف أبداً، ولم تتوقف كذلك المشاركة الشعبية بصورة أو بأخرى وظل صوت أهل الكويت وآراؤهم وتطلعاتهم تجد طريقها في سهولة ويسر إلى الذين يحملون مسؤولية الحكم حيث تلقى الاعتبار والتقدير.
ولكن الأسلوب الذي يجري الآن لطرح الآراء لن يوصلنا إلى الهدف الذي ننشده جميعاً.
إن حمل المسؤولية أمانة، والله وصف كتابه العزيز، وهو أعظم أمانات الوجود، بقوله: «إنا سنلقي عليك قولاً ثقيلاً»، أي قولاً تستقر به الحياة ويستقيم مسارها.
إخواني،
نحن جميعاً شركاء في بناء الكويت، وإن آية حب الكويت أن نحافظ على وحدتها وأن نعمل على تقدمها. ولنذكر أننا أهل ديرة واحدة صغيرة، لا تحتمل الانقسام والخلاف، ومن اليسير فيها الالتقاء على كلمة سواء، تعيننا فيها النوايا الطيبة وسلامة الصدور.
نحن في أيام تحتاج إلى الحكمة أكثر من حاجتها إلى الاندفاع، وإلى التعاون أكثر من حاجتها إلى المواجهة، وإلى المصافحة أكثر من حاجتها إلى التحدي.
إننا في مرحلة تاريخية سريعة الخطى، نقترب فيها من مطلق قرن جديد، وإن مسؤوليات المستقبل هي أشد من مسؤوليات الماضي والحاضر، وعلى قدر سعة الآمال تأتي ضخامة الأعمال.
إن السباحة في الألفاظ غير السباحة في الأمواج، وإن سفينة الكويت ليست على الشاطئ وإنما وسط الموج تحدوها أضواء المستقبل.
إخواني،
لقد كسبت الكويت -والحمد لله- مكانة دولية ترجع إلى مساهمتها الإيجابية داخلياً وعالمياً، كما ترجع إلى صمودها في وجه الضغوط التي حاولت أن تنال من إرادتها وأمنها وكرامتها الوطنية. وكان الشعب الكويتي –كالعهد به- ثابت القدم، عالي الجبهة، عزيز الجانب.
إن الكويتي الذي أنبتته هذه الأرض الطيبة إنسان عف اللسان، أواب إلى الحق، يحيا في إطار دينه وأعرافه الطيبة. وإذا دفعه الغضب بعيداً، عاد به الإخاء. وإذا أماله الهوى، أقامه الوفاء.
إخواني،
لقد اتقينا الله في حب الكويت وأهلها، على هذا عاهدنا الله، وعلى هذا بعونه نسير، إنه تعالى يعلم السر وأخفى.
إن باب الحوار مفتوح، وقنوات الاتصال ترحب بالآراء.
وطننا واحد، ومصيرنا واحد، فلنذكر دائماً حق الكويت علينا وإنه لكبير.
وفقنا الله جميعاً ليكون غد الكويت أكثر ازدهاراً وجمع الله القلوب والعقول على الخير دائماً. إنه نعم المولى ونعم النصير.
بيان النواب الصحفي
إن تطور عملنا يفرض علينا أن نعمل بوعي وإدراك كبير وتحمل للمسؤولية الوطنية من أجل حماية وطننا وحرية شعبنا، ولقد ألقى سمو أمير البلاد، حفظه الله، خطابه في 20 يناير 1990 والذي دار حول ضرورة الحوار بين أبناء الوطن الواحد، والذي أكد فيه سموه على الإيمان بقضية الحرية والمشاركة الشعبية والحياة النيابية، واستجابة لما طرحه سمو الأمير من رغبة في فتح باب الحوار وانطلاقاً من أن شعار الحوار كان هو شعارنا طيلة عملنا منذ 3-7-1986 وحتى الآن فإننا واستجابة مع هذه الرغبة الأميرية قمنا بالاتصال بالديوان الأميري بطلب مقابلة سمو الأمير لفتح حوار مع سموه لما فيه مصلحة وطننا.
إننا في الوقت الذي نؤكد فيه ما سبق فإننا نؤكد لكم أن قناعاتنا الأساسية هي قناعات ثابتة، وأهمها ضرورة العمل بدستور 1962 كاملاً غير منقوص، وضرورة عودة الشرعية الدستورية وإعادة الحياة النيابية من أجل أن يتطور مجتمعنا بصورة ديمقراطية سليمة.
إننا نؤكد لكم أنكم أصحاب القضية الأساسية وأنه لولا توفيق الله ثم وقفتكم والتفافكم لما استطعنا التقدم، إننا أصحاب قضية عادلة ونحن دعاة للحوار ونبذ الخلاف مهما كان مصدره، وإننا نمد يدنا بكل اخلاص إلى كل يد مخلصة تريد التقدم والتطور لهذا الوطن، ونعدكم أننا سنوافيكم أولاً بأول بكل التطورات وأن دواويننا ودواوينكم مفتوحة بشكل دائم للحوار في قضية الديمقراطية.
ولما كانت ديوانية الأخ الفاضل عباس مناور مقررة مسبقاً، فلقد رأينا أنها فرصة يمكن من خلالها توصيل هذا الرأي إلى أكبر قدر ممكن من المواطنين، وتأجيل اللقاءات القادمة في الديوانيات لإعطاء المجال للحوار في أن يأخذ مداه.
وفقنا الله جميعاً لما فيه خير وطننا في ظل حضرة صاحب السمور أمير البلاد المفدى وسمو ولي العهد.
النواب الموقعون:

## التجمع السابع: ديوانية عباس حبيب المناور
وفي يوم 22 يناير 1990 كان مقرر أن يكون التجمع في ديوانية عباس حبيب المناور في الفروانية، وقد طوقت القوات الأمنية المنطقة ومنعت دخول المواطنين إليها، وقد تم إرسال طائرات الهيلوكوبتر لمراقبة الأوضاع، وتم تطويق ديوانية عباس حبيب المناور بالأسلاك الشائكة لمنع الجماهير من الوصول إليها، وعندما تجمع عدد كبير من الناس في الخارج سمع دوي انفجار قنبلتين صوتيتين وتم نفث الرغوة أمام الجماهير لتفريقهم، وقد قام أحمد السعدون بالتحدث إلى المواطنين في مسجد علي الدويلة وطلب منهم الهدوء.

## بداية الحوار

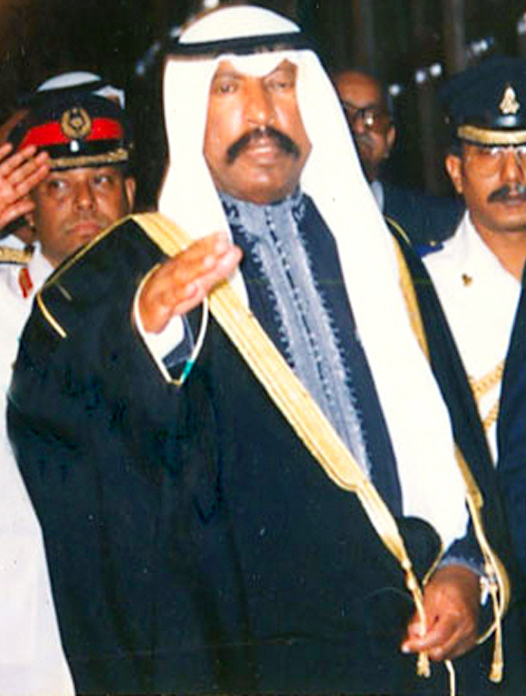

بدأ الحوار في أواخر شهر يناير، حيث بدأ الشيخ سعد العبد الله الصباح بتنظيم لقاءات مع قطاعات واسعة من المجتمع، فالتقى في اليوم التالي لتجمع الفروانية 37 شخصية من أعضاء سابقية في مجلس الأمة وفعاليات اقتصادية للاستماع إلى آراؤهم في موضوع الديمقراطية وإعادة الحياة البرلمانية، ولكن ما بدا لافتا هو أن اللقاءات كانت تتم مع المقربين من السلطة ولم تضم أي من قادة التحرك الدستوري الداعين إلى عودة العمل بدستور 1962، والذين تم تحديد موعد لقاءهم في 7 فبراير 1990.
وفي يوم الاثنين 29 يناير 1990 عقد ولي العهد الشيخ سعد العبد الله الصباح لقاء مع رؤساء تحرير الصحف المحلية تطرق خلاله إلى تجمعات الاثنين ووصفها بأنها بدأت تأخذ منحى تصعيدي يتسم بالتحدي والاستفزاز والتحريض وبين أنه قد اتضح أن البعض يهدف إلى غايات تتجاوز في حقيقتها موضوع الحياة النيابية وتعرض للخطر أمن البلاد واستقرارها وتماسك مجتمعنا ووحدتنا الوطنية، وشدد على أن الحكومة لن تتساهل بالمس بأمن البلاد واستقرارها في أي حال من الأحوال.
وبعد هذا اللقاء بيوم، ألتقى الشيخ سعد العبد الله الصباح بما عرف بالوفد الإسلامي في يوم الثلاثاء 30 يناير 1990 في قصر الشعب، وضم الوفد الإسلامي ممثلين عن جمعيات النفع الإسلامي وهو: يوسف الحجي عن جمعية عبد الله النوري الخيرية وأحمد الجاسر وأحمد بزيع الياسين عن جمعية النجاة الخيرية وعبد الله العتيقي عن جمعية الإصلاحي الاجتماعي وخالد سلطان بن عيسى وراشد المسبحي عن جمعية إحياء التراث الإسلامي وعمر الغرير عن جمعية المعلمين الكويتية وإضافة إلى مجموعة من الشخصيات الإسلامية العامة وهم: حمد المشاري وعبد العزيز عبد الرزاق المطوع وحمد يوسف الرومي وعبد الوهاب الفارس وعبد الله أحمد الشرهان. والتقى أيضا وفد من منطقة الصليبيخات برئاسة خلف دميثير ضم 80 مواطن يمثلون المنطقة المعروفة عنها تأييدها لوجهة نظر الحكومة.
وقد حرص الوفد الإسلامي على إصدار بيان يوضح فيه ما دار في اللقاء الذي أتى امتدادا لحوار بدأه الوفد مع الأمير في الأسبوع الذي سبقه، وطرح الوفد في لقاءه ثلاثة أمور رئيسية هي ضرورة دعوة أفراد التكتل النيابي للحوار ومحاولة الوصول معهم إلى نتيجة وقرار واضح كطرف شعبي يحظى بتأييد الجماهير الكويتية. والسعي الحثيث لعودة الحياة النيابية في أسرع وقت وفق الإجراءات التي ينص عليها دستور 1962، وشدد على ضرورة عدم المساس بقانون الانتخابات الذي قد يؤثر في مسيرة الحياة النيابية وتحقيق مبدأ المشاركة الشعبية. وقد قال الوفد بأنه تم طرح احتمالية تعديل الدستور، ولكنهم فضلوا بأن يعدل الدستور في المجلس القادم بطريقة دستورية.
قبل لقاء تكتل النواب مع ولي العهد في 7 فبراير حرصوا على الاجتماع للتنسيق فيما بينهم، فاجتمعوا في التاسعة صباح ذلك اليوم واتفقوا على ثلاثة ثوابت هي: عودة العمل بدستور 1962، وعودة الحياة النيابية كما نص عليها الدستور، وعدم المساس بقانون الانتخابات حتى لا يتم التلاعب بنتائجها لمصلحة السلطة. وتم الاتفاق على أن يكون أحمد السعدون هو المتحدث الرسمي للأعضاء.
ألتقى 28 نائب من أصل 32 نائب ولي العهد، في حين تغيب أربعة نواب بسبب سفرهم خارج البلاد، وجلس الشيخ سعد العبد الله الصباح وحيدا مع النواب وبدأ الحديث قائلا: احنا أبناء اليوم ولا ننظر إلى الوراء، وكنا نتمنى أن يكون هذا اللقاء قبل شهرين، لكن لن نتحدث عن ذلك اليوم. مشيرا إلى ضرورة المحافظة على تماسك الجبهة الداخلية والعمل على توحيدها وترسيخ الوحدة الوطنية، وأن ذلك يكون من خلال الحوار، كما تساءل عن مصير تجمعات الاثنين، متطرقاً إلى التجمع الأخير في الفروانية قائلاً: «ما يصير حوار وفي تجمعات شعبية» ثم تحدث عن وجود مآخذ على التجربة النيابية، وأن هذا هو ما أدى إلى حل المجلس، والمطلوب الآن صيغة متفق عليها.
وبين أحمد السعدون أن تماسك الجبهة الداخلية هو حرص مشترك، مشيراً إلى أنه لا يكون بالقول فقط، وأنه لن يتحقق ما لم يحس المواطن بأنه جزء من هذا الوطن وأن له حق في المشاركة الشعبية. وأكد على ثوابت النواب الثلاثة، وهي: عودة العمل بالدستور، وإعادة الحياة النيابية، وعدم المساس بقانون الانتخاب، مشيراً أثناء حديثه بما حصل سنة 1980 حين أقدمت الحكومة على تعديل الدوائر الانتخابية وكأنها أرادت أن تأتي بتركيبة معينة. مبيناً أن النواب يرغبون في التوصل إلى صيغة بحسب نصوص الدستور لتحقيق التعاون بين السلطتين، موضحاً أنه إذا كان لدى الحكومة مآخذ على التجربة أو بعض الممارسات البرلمانية فلدى النواب كذلك مآخذ على التجربة الحكومية ولا يجوز تحميل سلطة وزر أخرى. وعن تجمعات الاثنين، قال النواب إن هذه التجمعات كانت لأجل هدف محدد، مشيرين إلى أن السعي إلى الحوار كان مطلباً للنواب منذ حل مجلس الأمة عام 1986، فكان الناس يتجمعون من أجل هدف، فإذا كان الحوار يؤدي هذا الهدف فلا مشكلة من إيقاف التجمعات.
ولم يتطرق الشيخ سعد العبد الله الصباح إلى موقفه من دستور 1962 إذ كان حريصا على عدم التعمق في الأمور حيث قال بأن هذا اللقاء هو الأول وسيعقبه عدة لقاءات، وكانت أجواء اللقاء ودية وتوقف اللقاء لتناول الغداء وانتهى في الساعة الرابعة عصرا، وتم الاتفاق على أن يكون اللقاء القادم على العشاء.
خرج النواب من الاجتماع بانطباعات إيجابية وسيطر الحذر على بعضهم وانعكس ذلك في اجتماعهم الذي تلا اللقاء مباشرة واستمر لمدة ساعتين، واتفقوا على أن أجواء اللقاء كانت إيجابية ولكنها لم تكن كافية إذ لم يتم الاتفاق على شيء سوى أن هناك مزيد من اللقاءات المستقبلية، ولاحظ بعضهم

## المجلس الوطني
حدد الأمر الأميري أعضاء المجلس الوطني ب75 عضو، تعين الحكومة 25 منهم وينتخب الشعب 50 منهم بالاقتراع المباشر، وتكون مدة المجلس أربع سنوات، وتحدث أحمد السعدون بعد إعلان إنشاء المجلس الوطني بأن إعلان المجلس الوطني يعني أن القضية ستطول، وعلى النواب أن يعملوا بالتنسيق مع جميع قطاعات المجتمع وكل فئاته، متعهداً بأن يعمل النواب على التصدي لكل محاولة للمساس بالدستور. وقد أصدر تكتل النواب بيانا من ثلاثة عشر نقطة بعنوان: توضيحات حول ما يسمى بـالمجلس الوطني والفترة الانتقالية. وقد بين البيان بأن لا أساس دستوري للمجلس الوطني، وقد وصف الأمر الأميري المتعلق بإنشاء المجلس الوطني المتكون من ثلاثة وعشرين مادة بأنه دستوري موازي للدستور الدائم يستهدف تقويض الدستور الدائم، كما شبه أداء أعضاء المجلس الوطني المختلق يمين القسم باحترام الدستور بالسارق الذي يقسم على المحافظة على مسروقاته. ثم أوضح البيان حقيقة أن المجلس الوطني المزعوم أقرب إلى أن يكون مجلساً للشورى، نظراً إلى محدودية صلاحياته التشريعية التي حددت بمناقشة مشروعات القوانين المحالة إليه من مجلس الوزراء وإبداء الرأي فيها من دون اشتراط موافقته عليها لصدورها كقوانين نافذة. أما ما يتصل بالصلاحيات الرقابية، فليس للمجلس الوطني الحق في استجواب الوزراء وطرح الثقة فيهم وإعلان عدم التعاون مع رئيس مجلس الوزراء أو تشكيل لجان للتحقيق، كما أنه ليس له الحق في إقرار الحساب الختامي للإدارة المالية للدولة أو الميزانية العامة، كما نزعت منه سلطته على ديوان المحاسبة، وليس له الحق في التقاضي أمام المحكمة الدستورية.
قام النواب بدعوة الناس إلى ديوانية أحمد السعدون في صبيحة العيد لتلقي التهاني والسلام على النواب هناك، وقد أطلق الشيخ سعد العبد الله الصباح تحذيرا للنواب بشأن التجمعات الشعبية، وجاء فيه: أرجو ألا يفسر كلامي بأنه تهديد أو إنذار بل نصيحة يجب أن تصل إلى مسامع الجميع، وهو أنه إذا كانت السلطات الأمنية في وزارة الداخلية قد راعت ظروفاً خاصة فتمت بعض الاجتماعات، ولكن أي اجتماع في الحاضر أو المستقبل تفسره السلطات أنه مخالف لقانون المواكب والتجمعات العامة فستقوم السلطات الأمنية بتنفيذ القانون.
وفي صباح يوم العيد في 26 ابريل 1990، قامت القوات الأمنية بتطويق منطقة الخالدية التي يوجد بها ديوانية أحمد السعدون، وقامت بوضع نقاط أمنية لمنع غير ساكني المنطقة من الدخول، وقد تم تطويق منزل أحمد السعدون لمنع من أستطاع من تجاوز النقاط الأمنية من الوصول إليه، وكان الواصلون إلى ديوان أحمد السعدون يفاجؤون بالمنظر، ويرون أحمد السعدون يوجههم إلى ديوانية صالح الفضالة في منطقة العديلية، وأخذ مئات المواطنون بالتوافد إلى ديوانية صالح الفضالة، ولكن قوات الأمن سرعان ما اتجهت إلى الديوانية، وربضت مقابل الديوانية بجانب نادي كاظمة، وبعد مدة قصيرة بدأت القوات بأخذ مواقع الاستعداد، وتقدم أحد العسكريين بقذف قنبلتين مسيلتين للدموع تجاه الجماهير وراح الناس بعدها يركضون في مختلف الإتجاهات لتفادي القنابل، وتواصل قذف القنابل الواحدة تلو الأخرى.
وفي غضون تلك الفترة قامت الحكومة بالدعوة إلى انتخابات المجلس الوطني في 10 يونيو 1990، وقابل النواب هذه الدعوة إلى مقاطعة الانتخابات وقد أصدر النواب بيان لمقاطعة الانتخابات وقام عبد العزيز حمد الصقر بإصدار بيان عرف باسم عريضة عبد العزيز الصقر لمقاطعة الانتخابات حملت تواقيع 194 من الشخصيات المؤثرة في المجتمع الكويتي.
بيان النواب لمقاطعة الانتخابات
حضرة صاحب السمو أمير البلاد الشيخ جابر الأحمد الجابر الصباح... حفظه الله
السلام عليكم ورحمة الله وبركاته
أما بعد،،،
فمنذ ما يزيد على أربعة عشر قرناً من الزمان، انطلق صوت السماء معلناً قيام دولة الحق والعدل والقانون والسلام، دولة الإسلام، دولة وضعها الرسول الكريم موضع التنفيذ وحمل أمانتها مِن بعده خلفاؤه الراشدون، فصارت حقاً مكتسباً لكل مسلم لا يجوز لكائن من كان أن يمسه، حقاً لا يتقادم، ودائماً بدوام أصله الصالح لكل زمان ومكان.
ولقد جاء دستور الكويت الصادر في نوفمبر 1962 كاشفاً لا مُقرراً لحق تقرر منذ قرون، بل ومؤكداً لحق الشعب الكويتي في إقامة دولته القانونية من خلال أحكام ثبتت دعائمها، فصار حق الكويتيين بأن يعيشوا في ظل دولة قانونية يرتكز على ركيزتين: الأولى هي أصول الإسلام الحنيف والثانية هي أحكام الدستور. والثابت أنه بمجرد إقامة الدولة القانونية يكون قد انقضى الزمن الذي كانت تمارس فيه السلطة باعتبارها حقاً شخصياً لتصبح ظاهرة نظامية لها أشكالها ومضامينها القانونية المحددة في الدستور.
غير أنه مما يثير الأسف ويحز في النفس أن السلطات في الكويت تناست هذه الحقائق فاتخذت منذ عام 1976 سلسلة من الإجراءات التي انتهكت حرمة الدولة القانونية وأهدرت مبدأ سمو الدستور، وهي إجراءات لا تستهدف في واقع الأمر وحقيقته سوى الاستئثار بالسلطة، وكان آخرها إجراءات 22 أبريل 1990، وهي الإجراءات التي جاءت صاعقة على رؤوس المتمسكين بأهداف الدستور من شعب الكويت الوفي الأمين، فتحقق بذلك ما توقعناه وبيناه لسموكم في برقيتنا المرفوعة إليكم بتاريخ 20/3/1990. ونحن إذ نأسف لذلك ونعلن موقفنا من هذه الإجراءات المتمثلَ في عدم الترشيح للمجلس الوطني وعدم المشاركة في انتخاباته، فإننا نسأل الله أن يعين شعب الكويت في محنته، وهو الشعب المسالم الذي جوزي بعض أبنائه في عيد الله ورسوله والمسلمين بالقمع وبالقنابل الخانقة والمسيلة للدموع، كما نسأل الذي لا يُسأل سواه أن يأخذ بيد شعب الكويت على جادة الحق وطريق الصواب ودرب تحقيق آماله في أن يعيش في ظل ديمقراطية حقة يجازى فيها الحاكم على عدله بالطاعة والنصرة وينصف فيها المحكوم، آملين من سموكم إعادة النظر في إجراءات 22 أبريل الماضي بما يكفل العمل بدستور البلاد الصادر في نوفمبر 1962 وإجراء انتخابات مجلس الأمة وفقاً للدوائر الانتخابية القائمة وقانون انتخابات أعضاء مجلس الأمة الحالي.
والله ولي السداد والتوفيق.
عريضة عبد العزيز الصقر
الحمد لله والصلاة على رسول الله
ونعم أمر الله «وَأَوْفُوا بِعَهْدِ اللهِ إِذَا عَاهَدْتُمْ وَلَا تَنْقُضُوا الْأَيْمَانَ بَعْدَ تَوْكِيدِهَا وَقَدْ جَعَلْتُمُ اللهَ عَلَيْكُمْ كَفِيلًا إِنَّ اللهَ يَعْلَمُ مَا تَفْعَلُونَ». صدق الله العظيم.
وبعد،،،
يمر وطننا العزيز هذه الأيام بفترة دقيقة تُوجب علينا الإعلان عما يملأ صدورنا جميعاً من قلق على المساس بمنجزات الوطن وأواصر وحدته، وخشيتنا على حقوق المواطنين وحرياتهم ومستقبلهم بعد الإعلان عن «إنشاء المجلس الوطني». فمنذ نشأت الكويت وأهلها جميعاً يمارسون روح الديمقراطية في ما بينهم بسجيتهم وبهدي من تعاليم دينهم الإسلامي الحنيف، وبوحي من فطرتهم العربية النقية، في كل شؤون حياتهم وعلى رأسها اختيار حاكمهم وطريقة حكمهم. حتى رست جذور هذه التقاليد وأينعت ثمارها ونعِم الوطن بقطافها في مطلع الستينيات بإعلان دستورها الذي اقره المجلس التأسيسي المنتخب وأصدره أمير دولة الكويت المرحوم الشيخ عبد الله السالم باعتباره الميثاق السامي الذي تعاقد وتعاهد عليه أمير الكويت وشعبها وغدت به الكويت دولة دستورية حديثة. ومن هنا انطلقت وامتدت مسيرتها خلال العقود الثلاثة المنصرمة ماضية حيناً -وتقيل عثراتها حيناً آخر- وهي تحمل معها في كل الأحوال أمانة المسؤولية وأماني الأمة كرمز لوحدتها وتقدُّمها وكصوت يعبر عن رغباتها ويصون حقوقها في حدود دستورها، حتى صدرت قرارات الثالث من يوليو عام 1986 بحل مجلس الأمة... ومنذ ذلك الحين قد التزمنا بواجب السعي والتشاور مع مختلف الجهات في كثير من الأوقات لتجنب المخاطر.
وبعد ثلاث سنوات ونصف من «التأمل» وما يزيد على ثلاثة أشهر من «الحوار» وبينما كان الشعب يعيش أجواء التفاؤل وينتظر بلهفة وأمل العودة إلى العمل بالدستور من خلال ما تشيعه تصريحات المسؤولين من تفاؤل وما انتهى إليه الحوار في مجمله من تأكيد المطالب التالية:
أولاً: عودة العمل بدستور 1962 والمحافظة عليه باعتبار ذلك إجماعاً عبرت عنه الأمة بكل الوسائل المتاحة.
ثانياً: الاتفاق على أن أية مراجعات للمسيرة النيابية واجب مطلوب إذا ما تم وفق القنوات الدستورية المشروعة. وإذا بنا أمام مفاجأة إعلان قيام «المجلس الوطني» الذي يتناقض كلياً مع ما انتهى إليه الحوار مما أصبح معه الدستور معطلاً، ومما يزج بالوطن والمواطنين في أجواء من الصراع والانشقاق بإدخالهم في مثل هذه التجارب والمغامرات التي تنال من أغلى مقومات وجودنا ألا وهي وحدتنا والثقة في ما بيننا وتعزيز تلاحمنا الصادق والأصيل مع قيادتنا التاريخية. إن مصطلح «الفترة الانتقالية» لا تعرفه الأنظمة الديمقراطية الحقة ولا تعترف به وهو إجراء تستخدمه كثير من دول العالم الثالث في عهود استعمارها وتستخدمه في ظل حكوماتها الانقلابية والفردية إذ إنه غالباً ما يكون بمنزلة «الستار للمناورة» وهو أمر لم نقره في تاريخنا ولم نمارسه في علاقاتنا، لذا نجد من الواجب علينا بعد أن حادت الحكومة عن النتائج الحقيقية للحوار واختارت أسلوب المناورة السياسية مع ما ينطوي عليه من خطورة بالغة تتحمل الحكومة وحدها كامل المسؤولية عن النتائج والتفاعلات. وأمام واجب الشهادة لله والصدق والإخلاص للوطن ولقائده حضرة صاحب السمو أمير البلاد وفقه الله وللإخوة والأخوات المواطنين أن نعلن أننا بعد كل ذلك نجد أنفسنا أمام خيار واحد ألا وهو خيار عدم المشاركة في المجلس الوطني ترشيحاً واقتراعاً وتعاوناً، التزاماً منا بالعهد والميثاق ووفاء لمنجزات الآباء والأجداد، وحرصاً على مستقبل الأجيال وصوناً لوحدة الوطن والمواطنين.
وأخيراً،،،
نشعر -نحن موقعي هذا البيان- أننا مدينون بكلمة اعتذار لكل الإخوة والزملاء من المواطنين الذين لم يسعفنا الوقت للتشاور معهم وتعزيز وثيقتنا بمشاركتهم وتوقيعاتهم واثقين من حسن تفهمهم وصدق تأييدهم وشاكرين تعاونهم.
والله نسأل أن يهدينا جميعاً إلى ما يحب ويرضى وإلى ما فيه مصلحة الكويت إنه نعم المولى ونعم النصير.
«وَأَسِرُّوا قَوْلَكُمْ أَوِ اجْهَرُوا بِهِ إِنَّهُ عَلِيمٌ بِذَاتِ الصُّدُورِ» صدق الله العظيم.
التواقيع:
وبعد انتهاء الأحداث، انطلقت الحملات الانتخابية للمجلس الوطني وسط تحركات من قبل مجموعة ال45 وتكتل النواب لمقاطعة الانتخابات، وقد شهدت تلك الفترة اعتقالات من قبل الحكومة لبعض أعضاء تكتل النواب ومجموعة ال45، حيث اعتقل أحمد باقر في يوم 7 مايو 1990، وفي 8 مايو 1990 أعتقل أحمد الخطيب من ديوانه وتم اعتقال أحمد النفيسي وعبد الله النيباري، وفي يوم 14 مايو 1990 كان عبد الله النفيسي يتحدث في ديوانية جاسم القطامي فقام أحد الأشخاص وطالبه بعدم التكلم بهذه الأمور لأنها تخالف القانون، فقال عبد الله النفيسي بأنه لن يتوقف عن الكلام إلى إذا أمره صاحب الديوانية بذلك، فقال جاسم القطامي أكمل، فواصل عبد الله النفيسي كلامه ليفاجئ بدخول عسكري ليقوم باعتقاله، وفي اليوم التالي حدث الأمر نفسه لأحمد الربعي.
وفي يوم 19 مايو 1990م أرسل الإخوان المسلمون برقية إلى الأمير مطالبين فيها باختصار مدة المجلس الوطني والعودة بعدها إلى مجلس الأمة ودستور 1962، وكانت البرقية موقعة بأسماء حمد عبد المحسن المشاري ويوسف جاسم الحجي وأحمد البزيع وعبد الله العلي المطوع وخالد العيسى الصالح وعبد العزيز عبد الرزاق المطوع وأحمد سعد الجاسر ومحمد يوسف الرومي. وتعد هذه البرقية إقرار منهم بشرعية المجلس الوطني.
وكانت للاعتقالات التي حدثت صدى واسع في صفوف الحركة الشعبية، فأرسلت رسالة إلى الشيخ سعد العبد الله الصباح مستنكرين انتهاك حرمة المنازل وكرامة الأفراد. وكان الهدف من الاعتقالات هو إسكات بعض الأصوات في الحركة الدستورية حتى تسير الأمور بشكل هادئ حتى موعد الانتخابات، ولكن بعد ذلك أعلن الشيخ سعد العبد الله الصباح عن تلقيه تعليمات من الأمير بحفظ القضايا المسجلة بحق المعتقلين وإطلاق سراحهم فورا، وهو ما تم، فتم استقبال المفرج عنهم بمواكب شعبية ورددت صيحات دواوين الاثنين، ووسط تلك الأجواء أعلن النواب عن دعوتهم لحضور تجمع في ديوانية فيصل الصانع بتاريخ 9 يونيو قبل يوم من الانتخابات.
ومع اقتراب موعد انتخابات المجلس الوطني، قامت الحركة الدستورية ببذل مجهودات لتنظيم صفوفها لذلك اليوم ولإنجاح حملتها لمقاطعة الانتخابات وقد وزعت اللجنة مندوبيها على المقار الانتخابية لإحصاء الإقبال على الانتخابات، وقد كانت الحكومة تستخدم أساليب جديدة للدعوة إلى الانتخابات، فاستخدموا الإذاعة والتلفزيون للمرة الأولى للدعوة إلى الانتخابات وقد منع عدد من الإعلاميين من وكالات الأنباء والصحف الأجنبية من الحصول على تأشيرات لتغطية الانتخابات، وقام بعض أعضاء السلطة باستخدام طريقة الترهيب للضغط على الناس للمشاركة في الانتخابات وقد مارس البعض الضغوط على الأكاديميين في جامعة الكويت للترشح للانتخابات، كما أرسل تعميم للجيش إلى جميع الوحدات بالسماح للمجندين بالخروج من مقار عملهم للمشاركة في الانتخابات على أن يتم التأكد من جنسياتهم المختومة بختم الانتخاب.
وفي يوم التجمع المقرر في 9 يونيو 1990 في ديوانية فيصل الصانع، غصت الديوانية بالناس وكذلك الساحة المقابلة للديوانية، وقد تحدث فيصل الصانع عبر مكبر الصوت مرحبا بالناس مؤكدا على أن تجمع اليوم هو للتأكيد على ثوابت الشعب الكويتي التي ارتضاها وفقا لدستور 1962، وبعد ذلك سلم مكبر الصوت إلى جاسم العون الذي أشاد بالحضور الذي يفوق مثيله في المقار الانتخابية للمرشحين، فضحك الجمهور، وبعد ذلك تحدث أحمد السعدون الذي أشار إلى الإرهاب الفكري الذي تمارسه الحكومة عبر وسائل الإعلام لحث الناس على التصويت.
وفي يوم 10 يونيو 1990م وهو اليوم المقرر للانتخابات، فتح التصويت في الساعة الثامنة صباحا في 125 لجنة انتخابية للتصويت لخمسين نائب من أصل 348 مرشح، وكانت اللجنة الإعلامية في مجموعة ال45 ترصد نسب المشاركة، وقد أعلنت الحكومة بأن نسب المشاركين بلغ في الساعة الثانية عشر ظهرا 26.3% بينما بلغت في الساعة السابعة والنصف مساء 41%، ولم تعلن النتائج الرسمية إلا في مساء اليوم التالي، وقد أكدت الحكومة مشاركة 62,3% من دون إعلان النتائج التفصيلية للمرشحين، حيث اكتفوا بإعلان نتائج المرشحين أصحاب المركز الأول والثاني، وكانت النسبة أقل من نسبة مشاركة الناخبين في انتخابات مجلس الأمة الكويتي 1985 التي بلغت 85%، ومما أدى إلى وصول النسبة إلى 62% هو مشاركة العسكريين في الانتخابات وكانت اللجنة الإعلامية ترى بأن النسبة لم تتعد ال41%.
دعي المجلس الوطني إلى الانعقاد في 9 يوليو 1990م، وقد عين 25 عضو في المجلس الوطني، وفي تلك الفترة كان العراق يدعي بأن الكويت والإمارات قاموا بضخ كميات كبيرة من النفط في الأسواق مما ساهم في حدوث مشاكل اقتصادية في العراق، وقام المجلس الوطني بعقد جلسة سرية في 18 يوليو 1990 لمناقشة المذكرة العراقية التي أرسلت إلى جامعة الدول العربية، وفي 2 أغسطس 1990 بدأ الغزو العراقي للكويت، مما قطع أعمال المجلس الوطني، إلا أن التحرك الشعبي للمطالبة بعودة الدستور استمر حيث عقد مؤتمر جدة الشعبي الذي توحدت فيه الأصوات للمطالبة بعودة الدستور وعودة الشرعية الكويتية الممثلة بأمير البلاد، وبعد تحرير الكويت، دعي المجلس الوطني للانعقاد مرة أخرى حيث عقد عدة جلسات كانت أغلبها سرية، وفي صيف 1992 تمت الدعوة إلى انتخابات مجلس الأمة الكويتي 1992.

## معرض صور

النائب حمد الجوعان احد اهم معارضي الحكومة وصاحب اقتراح الاستجواب في سنة 1985 وحل المجلس.
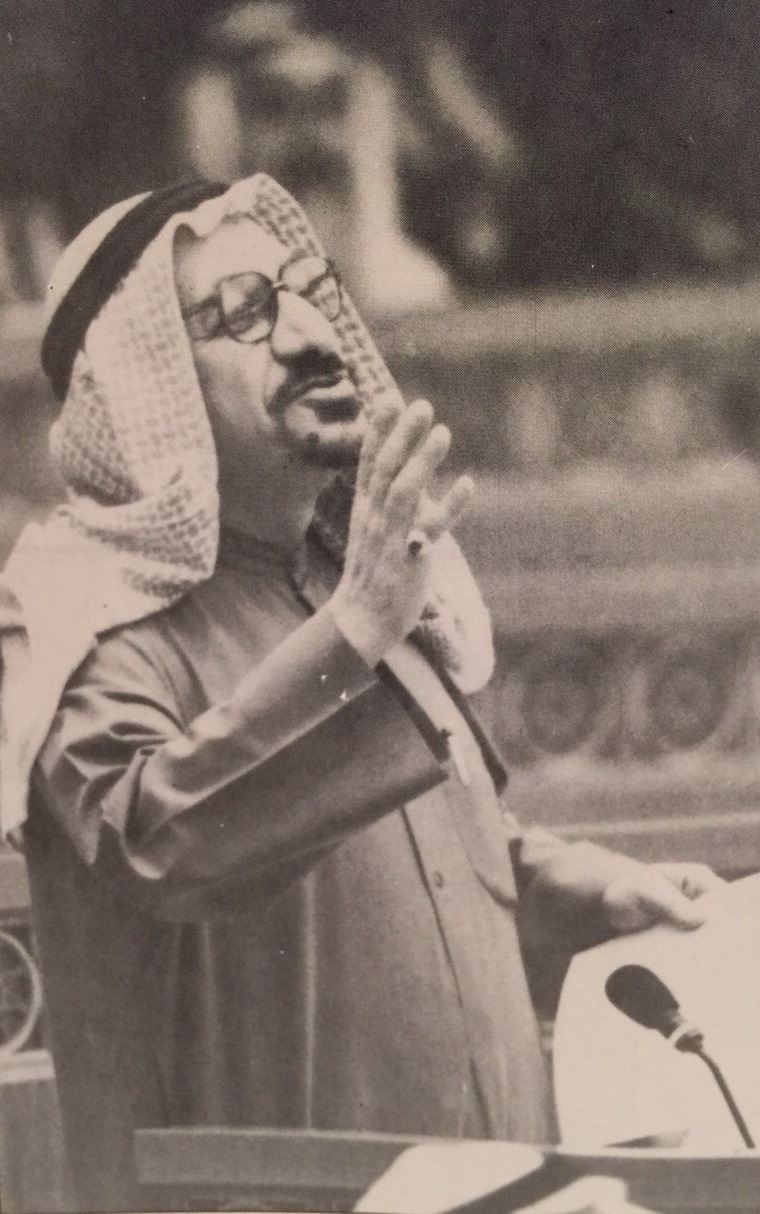
د.ناصر صرخوه كان من ضمن أعضاء دواوين الاثنين.
د.احمد الربعي ممن اعتقل في دواوين الاثنين